# Neuralink
Neuralink Corporation è un'azienda statunitense di neurotecnologie, fondata da un gruppo di imprenditori, tra cui Elon Musk, che si occupa di sviluppare interfacce neurali impiantabili.

## Storia
La sede dell'azienda è a Fremont (California); è stata avviata nel 2016 e fu riportata pubblicamente per la prima volta a marzo 2017. Il marchio "Neuralink" è stato acquistato dai precedenti proprietari a gennaio 2017. I fondatori hanno background culturali e formativi diversi; secondo quanto dichiarato da Elon Musk a Tim Urban, questa scelta è stata compiuta al fine di avere un team di esperti interdisciplinari.
Ad aprile 2017, un blog chiamato Wait But Why ha riportato che l'azienda mira a creare dispositivi in grado di curare gravi malattie cerebrali nel breve termine, con lo scopo ultimo del potenziamento umano, talvolta chiamato transumanesimo. Musk ha detto che per questo progetto fu in parte ispirato al concetto fantascientifico del "laccio neurale" che fa parte dell'universo immaginario del Ciclo della Cultura, una serie di romanzi scritta da Iain Banks.

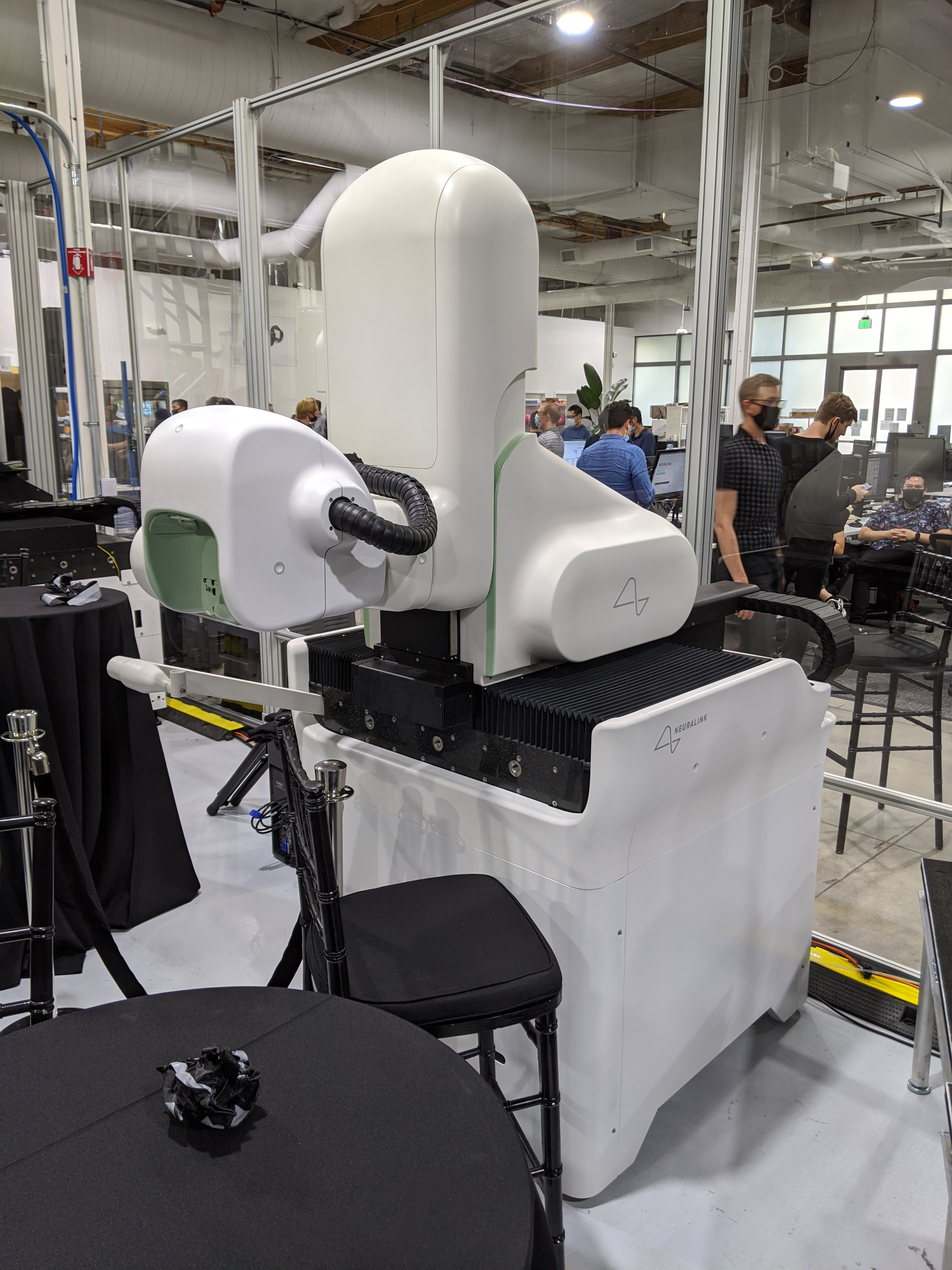
Robot Neuralink

Musk ha spiegato che lo scopo a lungo termine è raggiungere la "simbiosi con l'intelligenza artificiale", che Musk vede come una minaccia per l'umanità se lasciata incontrollata. Al momento, qualche neuroprotesi può interpretare i segnali cerebrali e permette ai disabili di controllare i loro arti protesici. Musk mira a collegare quella tecnologia con impianti che, invece di effettuare movimenti, possano interfacciarsi con altri tipi di software e gadget a velocità di banda larga.
Nel 2018, l'azienda ha chiesto una licenza per aprire una struttura di sperimentazione animale a San Francisco ma apparentemente non l'ha ancora aperta, e invece ha fatto ricerca all'Università della California - Davis. Neuralink ha sede nel Mission District di San Francisco, dove condivide un edificio con OpenAI, un'altra azienda co-fondata da Musk.
Dalla sua fondazione, l'azienda ha assunto molti famosi neuroscienziati di varie università. Fino al luglio 2019, aveva ricevuto 158 milioni di dollari di finanziamenti (di questi, 100 milioni di Musk) e contava 90 impiegati. Al tempo, Neuralink annunciò che stava lavorando a un dispositivo “simile a una macchina per cucire” capace di implementare fili molto sottili dentro il cervello, e dimostrò un sistema che legge informazioni da un topo di laboratorio tramite 1500 elettrodi (che si dice essere 15 volte più dell'attuale massimo per sistemi usati nei cervelli umani), e anticipò che avrebbe cominciato gli esperimenti con gli umani nel 2020.
Nel novembre 2023 e, per la seconda volta nel giugno 2024, ha realizzato i primi impianti di un microchip nel cervello umano. I chip registrano l'attività elettrica del cervello e la traducono in azioni di output, come l'apertura e la chiusura di una mano robotica o il clic del mouse di un computer. Il chip è composto da 64 filamenti flessibili, grandi come un capello umano, che trasportano un totale di 1.024 elettrodi in grado di rilevare l'attività cerebrale.
Nel marzo 2024 viene rivelata la prima persona a cui è stato impiantato Neuralink: si tratta di Noland Arbaugh, un 29enne paraplegico originario dell’Arizona rimasto paralizzato dalle spalle in giù nel giugno 2016 a seguito di un incidente d’auto nel giugno 2016.